# Красный Яр (Ордынский район)
Красный Яр — село в Ордынском районе Новосибирской области России. Административный центр Красноярского сельсовета.Деревня Ярская (ныне Красный Яр) появилась в 1722 году. Современный Красный Яр располагается в юго-восточной части Ордынского района. Гордость муниципального образования – необыкновенная красота села Красный Яр, расположенного на берегу Обского водохранилища.
Площадь территории муниципального поселения составляет 10584 га.
Удаленность поселения от райцентра 20 км, от областного центра 86 км.
Протяженность дорог общего пользования в муниципальном образовании 14 км, тепловых сетей 6,8 км.
Протяженность водопроводных сетей 11,7 км, канализационных сетей 2,2 км.
В состав Красноярского сельсовета входит один населённый пункт – с. Красный Яр, в котором проживает 1593 человека.
Обучением детей в муниципальном образовании занимается одно образовательное учреждение – МОУ Красноярская средняя общеобразовательная школа.
Воспитанием детей занималось дошкольное образовательное учреждение МДОУ детский сад «Кораблик». В ноябре месяце 2010 года учреждение МДОУ детский сад «Кораблик» закрыто на капитальный ремонт. Сельский Дом культуры является центром культуры муниципального образования. Постоянно работает библиотека.
Медицинская помощь жителям муниципального образования оказывается Красноярской врачебной амбулаторией.
В селе расположен храм им. Александра Невского.
Для обслуживания населения открыта касса отделения сбербанка России. Работают отделения почтовой связи и электросвязи. 
Сельскохозяйственное производство занимает ведущее положение в экономике муниципального образования. Производством сельскохозяйственной продукции занимаются ИП Леонидов А.П, ООО «Зерновая компания», КФХ «Донковцев С.В.», КФХ «Лилия-1». Стабильно развивается отрасль растениеводства.
На территории поселения продолжается реализация приоритетного национального проекта «Развитие АПК».
Снабжение населения товарами народного потребления осуществляется через одиннадцать торговых точек.
На территории поселения имеется два кафе: придорожное кафе «Престиж». В селе работает аптека.
Открыт автобусный маршрут Красный Яр – Ордынское два раза в неделю, вторник, четверг.

## География
Площадь села — 254 гектаров.

## Население
| 2002  | 2007  | 2010  | 2012  | 2013  | 2014  | 2015  |
| ----- | ----- | ----- | ----- | ----- | ----- | ----- |
| 1563  | ↗1672 | ↘1532 | ↘1511 | ↘1476 | ↘1436 | ↘1425 |
| 2016  | 2017  | 2018  | 2019  | 2020  | 2021  |       |
| ↘1415 | ↗1434 | ↗1448 | ↗1455 | ↘1454 | ↘1438 |       |

## Инфраструктура
В селе по данным на 2007 год функционируют 1 учреждение здравоохранения и 2 учреждения образования.